# مايكل باتيست
مايكل باتيست (بالإنجليزية: Michael Batiste)‏ مواليد 21 نوفمبر 1977 في لونغ بيتش، هو لاعب كرة سلة أمريكي معتزل تحول إلى التدريب بعد الاعتزال بدأ مسيرته الاحترافية في سنة 2000. يبلغ طوله 6 قدم 8 بوصة (2.0 م). اعتزل اللعب في 2014.

## فرق لعب لها
- ميمفيس غريزليس
- فنربخشة لكرة السلة

## إحصائيات المسيرة

### الرابطة الوطنية لكرة السلة

#### الموسم الاعتيادي
| السنة   | الفريق         | لعب | بدأ | دقيقة | ميداني% | ثلاثية | حرة  | ارتداد | صنع | استلاب | تصدي | نقطة |
| ------- | -------------- | --- | --- | ----- | ------- | ------ | ---- | ------ | --- | ------ | ---- | ---- |
| 2002–03 | ميمفيس غريزليس | 75  | 2   | 16.6  | .422    | .222   | .784 | 3.4    | .7  | .6     | .2   | 6.4  |
| المسيرة |                | 75  | 2   | 16.6  | .422    | .222   | .784 | 3.4    | .7  | .6     | .2   | 6.4  |

## روابط خارجية
- مايكل باتيست على موقع الدوري الأوروبي لكرة السلة (الإنجليزية)
- مايكل باتيست على موقع إن بي أي (الإنجليزية)
- مايكل باتيست على موقع سبورتس رفرنس (الإنجليزية)
- مايكل باتيست على موقع كرة السلة الأوروبية.كوم (الإنجليزية)
- مايكل باتيست على موقع إي إس بي إن.كوم (الإنجليزية)
- مايكل باتيست على موقع كلية كرة السلة في سبورتس رفرنس.كوم (الإنجليزية)
- مايكل باتيست على موقع ريلجم (الإنجليزية)
- مايكل باتيست على موقع بروبوليرز (الإنجليزية)
- مايكل باتيست على موقع سبورتس رفرنس (الإنجليزية)
- مايكل باتيست على موقع سبورتس رفرنس (الإنجليزية)